# Capo Sterneck
Capo Sterneck è un capo roccioso e ripido situato all'estremità occidentale della penisola Chavdar, sulla costa occidentale della Terra di Graham, in Antartide. Situato in particolare all'estremità meridionale della costa di Davis, capo Sterneck è considerato uno dei confini geografici di quest'ultima, dividendola dalla costa di Danco. Oltre a ciò capo Sterneck rappresenta anche il confine settentrionale della bocca della baia di Hughes, che separa dalla baia di Curtiss.

## Storia
Capo Sterneck fu avvistato durante la spedizione di ricerca britannica svolta nel 1828-31 e comandata da Henry Foster, e fu da quest'ultimo battezzato "capo  Herschel". Nel 1898 la regione fu esplorata dalla spedizione belga in Antartide comandata da Adrien de Gerlache, il quale ribattezzò il capo con il suo attuale nome in onore di Robert von Sterneck, il geofisico austriaco  inventore degli omonimi pendoli che furono utilizzati durante la suddetta spedizione.